# Saxman
Saxman es una ciudad ubicada en el borough de Ketchikan Gateway en el estado estadounidense de Alaska. En el Censo de 2010 tenía una población de 411 habitantes y una densidad poblacional de 162,59 personas por km².

## Geografía
Saxman se encuentra en las coordenadas 55°19′22″N 131°35′20″O / 55.32278, -131.58889. Según la Oficina del Censo de los Estados Unidos, Saxman tiene una superficie total de 2.53 km², de la cual 2.53 km² corresponden a tierra firme y (0%) 0 km² es agua.

## Demografía
Según el censo de 2010, había 411 personas residiendo en Saxman. La densidad de población era de 162,59 hab./km². De los 411 habitantes, Saxman estaba compuesto por el 30.41% blancos, el 0.73% eran afroamericanos, el 50.61% eran amerindios, el 0.49% eran asiáticos, el 0% eran isleños del Pacífico, el 0.97% eran de otras razas y el 16.79% pertenecían a dos o más razas. Del total de la población el 4.14% eran hispanos o latinos de cualquier raza.